# Rosa bracteata
Rosa bracteata — вид растений, относящихся к роду Шиповник (Rosa) семейства Розовые (Rosaceae).

## Ботаническое описание

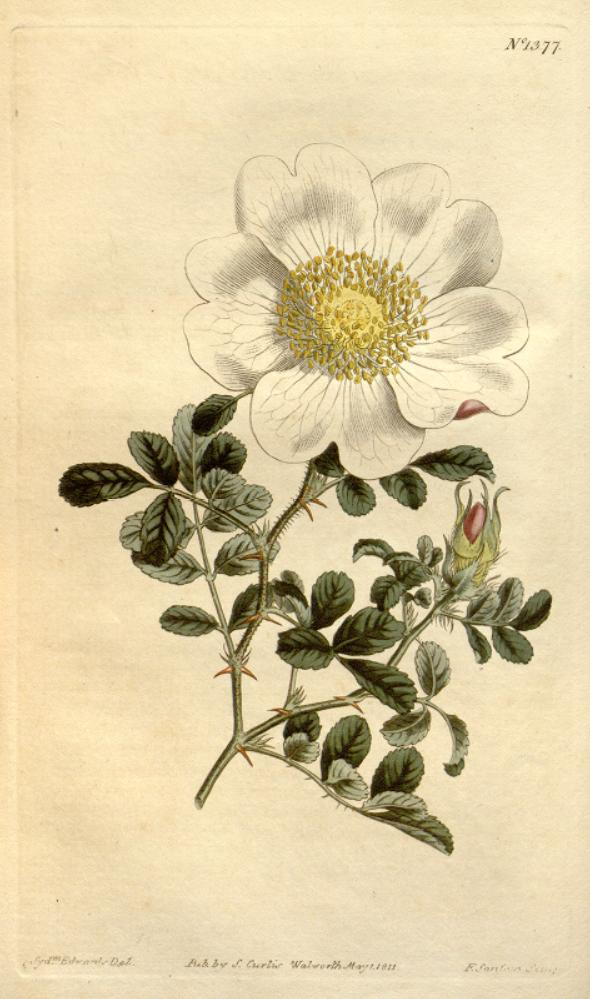
Rosa bracteata

Вечнозелёный, вьющийся кустарник высотой до 6 метров. Ветви обильно покрыты крючковидными шипами, кора имеет коричневый или фиолетовый цвет. Очерёдные листья перистые и состоят из пяти-одиннадцати округлых и глянцевых листочков.
В Северном полушарии период цветения — с мая по июль. Цветочные стебли, прицветники и чашечка покрыты мягкими, ворсистыми щетинками. Цветы расположены над несколькими крупными серо-зелеными прицветниками. Относительно крупные гермафродитные цветки радиально-симметричные, диаметром от 6 до 10 сантиметров, с пятью лепестками и двойным околоцветником, источают лимонный аромат. Пять свободных лепестков белые.
Начиная с августа Rosa bracteata плодоносит округлыми плодами до 2,5 сантиметров в диаметре. Семена распространяют животные и птицы.

## Распространение и экология
Естественный ареал вида находится в юго-восточном Китае, на Тайване и японских островах Рюкю. В Китае вид процветает в смешанных лесах, на песчаных холмах, вдоль ручьёв, по обочинам дорог и на побережье на высоте от 0 до 300 метров.

## Систематика
Вид был впервые научно описан в 1798 году ботаником Иоганном Кристофом Вендландом.
Разновидности:
- Rosa bracteata var. bracteata J.C.Wendl.
- Rosa bracteata var. scabriacaulis Lindl. ex Koidzumi

## Значение
Rosa bracteata была привезена в Великобританию в 1793 году британским послом при китайском императорском дворе лордом Джорджем Макартни, поэтому её также называют «розой Макартни».
Вид морозоустойчив, до −12 °C.
В отличие от многих других видов шиповника, завезенных из Китая в XVIII и XIX веках, Rosa bracteata не сыграла существенной роли в селекции и лишь желтоцветущая плетистая роза 'Mermaid' имеет в качестве прородителя этот природный вид.